# مقاطعة إلمور (أيداهو)
مقاطعة إلمور (بالإنجليزية: Elmore County)‏ هي إحدى مقاطعات ولاية أيداهو في الولايات المتحدة الأمريكية.